# Qatar Total German Open 2005
Qatar Telecom German Open 2005 - жіночий тенісний турнір, що проходив на відкритих кортах з ґрунтовим покриттям у Берліні (Німеччина). Належав до турнірів 1-ї категорії в рамках Туру WTA 2005. Тривав з 2 до 8 травня 2005 року. Жустін Енен-Арденн здобула титул в одиночному розряді.

## Фінальна частина

### Одиночний розряд
Жустін Енен-Арденн —  Надія Петрова, 6–3, 4–6, 6–3

### Парний розряд
Олена Лиховцева /  Віра Звонарьова —  Кара Блек /  Лізель Губер, 4–6, 6–4, 6–3

## Розподіл призових грошей
| Дисципліна       | П        | Ф       | ПФ      | ЧФ      | 1/8     | 1/16   | 1/32   |
| Одиночний розряд | $189,000 | $96,000 | $49,125 | $25,050 | $12,775 | $6,500 | $3,325 |